# Dendrobium lamelluliferum
Dendrobium lamelluliferum är en orkidéart som beskrevs av Johannes Jacobus Smith. Dendrobium lamelluliferum ingår i släktet Dendrobium, och familjen orkidéer. Inga underarter finns listade i Catalogue of Life.